# Раман, Миервалд Леонидович
Миервалд Леонидович Раман — советский хозяйственный, государственный и политический деятель.

## Биография
Родился в 1925 году в Риге. Член КПСС с года.
С 1946 года — на хозяйственной, общественной и политической работе. В 1946—1990 гг. — аспирант, ассистент Латвийского государственного университета им. П. Стучки, ученый секретарь Института энергетики Академии наук Латвийской ССР, заместитель директора института по научной работе, председатель Государственного комитета по координации научно-исследовательских работ Совета Министров Латвийской ССР, заместитель Председателя Совета Министров Латвийской ССР и председатель Государственной плановой комиссии Совета Министров Латвийской ССР.
Избирался депутатом Верховного Совета Латвийской ССР 6-11-го созыва. Делегат XXVII съезда КПСС.
Умер в Риге в 1996 году.

## Спортивная карьера
Играл в баскетбол за команду «Динамо», а также за Рижский промышленный политехникум и Латвийский государственный университет. В 1950 году ему присвоена Всесоюзная судейская категория, а в 1951 году — категория ФИБА. Судил чемпионат Европы 1953 года и Всемирную студенческую спартакиаду 1954 года. С 1956 по 1971 год был председателем Латвийской федерации баскетбола, после чего стал почётным её председателем.

## Награды
- Медаль «За трудовую доблесть» (27.04.1957) — «за успехи, достигнутые в деле развития массового физкультурного движения в стране, повышения мастерства советских спортсменов, и успешное выступление на международных соревнованиях»